# Peliococcus flaveolus
Peliococcus flaveolus är en insektsart som först beskrevs av Cockerell 1896.  Peliococcus flaveolus ingår i släktet Peliococcus och familjen ullsköldlöss. Inga underarter finns listade i Catalogue of Life.